# Championnat d'Autriche de football 2004-2005
Navigation
Saison précédente Saison suivante
La saison 2004-2005 du Championnat d'Autriche de football était la 94e édition du championnat de première division en Autriche. Les 10 meilleurs clubs du pays se retrouvent au sein d'une poule unique, la Bundesliga, où ils s'affrontent quatre fois, deux fois à domicile et deux fois à l'extérieur. À l'issue du championnat, le dernier de la poule est relégué et remplacé par le club champion de D2.
C'est le Rapid de Vienne qui remporte le titre cette année, en terminant en tête de la Bundesliga, devant le tenant du titre, le Grazer AK, qui termine à 1 point du Rapid et l'Austria Vienne qui se classe 3e à 2 points du champion. C'est le 31e titre national du club, 9 ans après son dernier sacre en Bundesliga. Le Rapid rate le doublé de peu puisqu'il perd en finale de la Coupe d'Autriche contre l'autre club de Vienne, l'Austria.

## Les 10 clubs participants
- SV Pasching
- SK Rapid Vienne
- Grazer AK
- SK Sturm Graz
- FK Austria Vienne
- SV Austria Salzbourg
- SV Mattersburg
- SC Bregenz[1]
- VfB Admira Wacker Mödling
- FC Wacker Innsbruck - Promu de 1.division

## Compétition

### Classement
Le barème utilisé pour établir le classement est le suivant :
- Victoire : 3 points
- Match nul : 1 point
- Défaite : 0 point

| Rang | Équipe                    | Pts | J  | G  | N  | P  | Bp | Bc | Diff |
| ---- | ------------------------- | --- | -- | -- | -- | -- | -- | -- | ---- |
| 1    | SK Rapid Vienne           | 71  | 36 | 21 | 8  | 7  | 67 | 31 | +36  |
| 2    | Grazer AK T               | 70  | 36 | 21 | 7  | 8  | 58 | 28 | +30  |
| 3    | FK Austria Vienne C       | 69  | 36 | 19 | 12 | 5  | 64 | 24 | +40  |
| 4    | SV Pasching               | 60  | 36 | 17 | 9  | 10 | 53 | 48 | +5   |
| 5    | SV Mattersburg            | 45  | 36 | 12 | 9  | 15 | 48 | 58 | -10  |
| 6    | FC Wacker Innsbruck P     | 44  | 36 | 11 | 11 | 14 | 48 | 48 | 0    |
| 7    | SK Sturm Graz             | 40  | 36 | 10 | 10 | 16 | 37 | 47 | -10  |
| 8    | VfB Admira Wacker Mödling | 38  | 36 | 10 | 8  | 18 | 36 | 63 | -27  |
| 9    | SV Austria Salzburg       | 36  | 36 | 9  | 9  | 18 | 37 | 51 | -14  |
| 10   | SC Bregenz                | 21  | 36 | 4  | 9  | 23 | 30 | 80 | -50  |

|  | Qualification pour la Ligue des clubs champions 2005-2006                               |
|  | Qualification pour la Coupe UEFA 2005-2006                                              |
|  | Qualification pour la Coupe Intertoto 2005                                              |
|  | Relégation en 1.division                                                                |
|  | T : Tenant du titre C : Vainqueur de la Coupe d'Autriche P : Promu de deuxième division |

## Bilan de la saison
| Championnat d'Autriche de football 2004-2005 |                                     |
| Champion                                     | Rapid Vienne (31e titre)            |
| Coupes et trophées                           |                                     |
| Vainqueur de la Coupe d'Autriche 2004-2005   | Austria Vienne                      |
| Vainqueur de la Supercoupe d'Autriche        | Grazer AK                           |
| Qualifications continentales                 |                                     |
| Ligue des clubs champions 2005-2006          | Rapid Vienne (3e tour préliminaire) |
| Coupe UEFA 2005-2006                         | Austria Vienne                      |
| Coupe UEFA 2005-2006                         | Grazer AK                           |
| Coupe UEFA 2005-2006                         | SV Pasching                         |
| Coupe Intertoto 2005                         | SK Sturm Graz                       |
| Promotions et relégations                    |                                     |
| Promus en Bundesliga                         | SV Ried                             |
| Relégués en 1.division                       | SC Bregenz                          |